# Trachylepis planifrons
Espèce
Synonymes
- Euprepes planifrons Peters, 1878
- Euprepes taitanus Peters, 1878
- Mabuya planifrons (Peters, 1878)

Trachylepis planifrons est une espèce de sauriens de la famille des Scincidae.

## Répartition
Cette espèce se rencontre dans le sud de la République démocratique du Congo, au Kenya, en Tanzanie, en Ouganda, dans le nord de la Zambie, en Éthiopie et en Somalie.

## Publication originale
- Peters, 1878 : Über die von Hrn. J. M. Hildebrandt während seiner letzten ostafrikanischen Reise gesammelten Säugethiere und Amphibien. Monatsberichte der Königlich preussischen Akademie der Wissenschaften zu Berlin, vol. 1878, p. 194–209 (texte intégral).